# Championnats d'Europe d'haltérophilie 1934
Navigation
Édition précédente Édition suivante
Les championnats d'Europe d'haltérophilie 1934, vingt-cinquième édition des championnats d'Europe d'haltérophilie, ont eu lieu du 9 au 10 novembre 1934 à Gênes, en Italie.

## Médaillés
| Catégorie | Or                                    | Or       | Argent                  | Argent   | Bronze                  | Bronze   |
| --------- | ------------------------------------- | -------- | ----------------------- | -------- | ----------------------- | -------- |
| 60 kg     | Attilio Bescape (ITA)                 | 285 kg   | Max Walter (GER)        | 285 kg   | Franz Andrysek (AUT)    | 282,5 kg |
| 67,5 kg   | René Duverger (FRA) Robert Fein (AUT) | 312,5 kg | non attribuée           | –        | Adolf Wagner (GER)      | 295 kg   |
| 75 kg     | Rudolf Ismayr (GER)                   | 347,5 kg | Theodor Heitzmann (AUT) | 332,5 kg | Karl Hipfinger (AUT)    | 330 kg   |
| 82,5 kg   | Fritz Haller (AUT)                    | 370 kg   | Eugen Deutsch (GER)     | 365 kg   | Josef Zeman (AUT)       | 342,5 kg |
| + 82,5 kg | Vaclav Pšenička (TCH)                 | 385 kg   | Josef Manger (GER)      | 382,5 kg | Josef Straßberger (GER) | 382,5 kg |